# Distretto di Volovec'
Il distretto di Volovec' (in ucraino Воловецький район?) era un distretto (rajon) dell'oblast' della Transcarpazia nell'Ucraina occidentale. Il suo capoluogo era Volovec'. La popolazione era di 24 279 abitanti secondo il censimento del 2016. È stato soppresso con la riforma amministrativa del 2020.